# Tomogonus crassus
Tomogonus crassus är en skalbaggsart som beskrevs av D'orbigny 1902. Tomogonus crassus ingår i släktet Tomogonus och familjen bladhorningar. Inga underarter finns listade i Catalogue of Life.